# Javi González
Javier González Gómez (Baracaldo, Vizcaya, 22 de marzo de 1974) es un exfutbolista y entrenador español. Desarrolló la mayor parte de su carrera en el Athletic Club, donde jugó más de 250 partidos como profesional.

## Trayectoria

### Como futbolista
Nacido en el Hospital de Cruces, se crio en el barrio bilbaíno de Zorroza. Sus padres eran naturales del municipio extremeño de Santibáñez el Alto. Empezó jugando en la SD Cruces, pero con doce años ingresó en las categorías inferiores del Athletic Club.
En 1994 llegó libre al Alavés B, aunque jugó seis partidos con el primer equipo vitoriano. La temporada siguiente jugó en el Sestao de Segunda División, donde destacó con ocho tantos. En la temporada 1996-97 se unió al Celta de Vigo. Con este equipo debutó en Primera división, el 1 de septiembre de 1996, en el partido Atlético de Madrid 2-0 Celta. 
En 1997 regresó al Athletic Club a cambio de 125 millones de pesetas.Llegó como extremo izquierdo, aunque su pierna hábil era la derecha. En su primera temporada en el club obtuvo el subcampeonato de Liga jugando 30 partidos (solo ocho partidos como titular) y marcando 5 goles, lo que le permitió jugar la Liga de Campeones la campaña siguiente. Además, marcó gol al Aston Villa en el partido de vuelta de 1/16 de la Copa UEFA. Hasta la llegada de Jupp Heynckes en 2001, que le convirtió en lateral derecho titular, continuó jugando la mayoría de sus partidos como suplente (76 de 128). En la temporada 2003-04, con Ernesto Valverde, siguió siendo titular habitual. En la 2004-05, debido a la reconversión de Andoni Iraola en lateral derecho y la dificultad de regresar a los puestos de ataque, apenas pudo alcanzar los 800 minutos en toda la temporada.
En la temporada 2005-06 la situación no cambió, así que el club le buscó una salida en forma de cesión en enero. El jugador vasco, que había hecho una gran amistad con el israelí Haim Revivo en su etapa en Vigo, decidió marcharse al FC Ashdod del que Revivo era propietario. Regresó al club vasco para la temporada 2006-07, donde solo jugó once partidos en la segunda vuelta de la liga.
Para la temporada 2007-08 recaló en el Hércules CF, donde llegó a ser apartado del equipo. En la temporada 2008/09 realizó la pretemporada con el Hércules, incluso tuvo una destacada actuación en un encuentro amistoso entre el Hércules y el Tottenham. Sin embargo, el técnico Juan Carlos Mandiá decidió apartarle del equipo y permaneció toda la temporada sin ficha federativa. Pasó sus dos últimas campañas en activo en el Club Portugalete de Tercera División.

### Como entrenador
Inició su carrera como técnico dirigiendo al alevín del Danok Bat en 2012. Tras seis temporadas en el club bilbaíno, se marchó al Deportivo Alavés para dirigir al equipo cadete. En julio de 2020 se incorporó al CD Basconia, segundo filial del Athletic Club, como ayudante de Patxi Salinas. En 2021 se hizo cargo del primer equipo cadete del Athletic Club. De cara la temporada 2022-23 pasó a dirigir al segundo equipo juvenil rojiblanco. Al término de la misma su contrato no fue renovado y abandonó el club.En julio de 2023 se reincorporó a la cantera del Deportivo Alavés.

## Clubes
| Club                 | País                | Año                 | Partidos | Goles |
| -------------------- | ------------------- | ------------------- | -------- | ----- |
| Athletic Club B      | España              | 1993 - 1994         | 15       | 0     |
| Deportivo Alavés "B" | España              | 1994-1995           |          |       |
| Deportivo Alavés     | España              | 1994-1995           | 6        | 0     |
| Sestao Sport Club    | España              | 1995 - 1996         | 32       | 8     |
| Celta de Vigo        | España              | 1996 - 1997         | 29       | 1     |
| Athletic Club        | España              | 1997 - 2007         | 254      | 12    |
| FC Ashdod (cedido)   | Israel              | 2006                |          |       |
| Hércules CF          | España              | 2007 - 2009         | 16       | 0     |
| Club Portugalete     | España              | 2009-2011           |          |       |
| Total en su carrera  | Total en su carrera | Total en su carrera | 352      | 21    |

## Palmarés
| Título                      | Club   | País   | Año  |
| --------------------------- | ------ | ------ | ---- |
| Segunda División B Española | Alavés | España | 1995 |